# Ильин, Максим Игоревич
Максим Игоревич Ильин (21 сентября 1981, Москва, СССР) — российский футболист, защитник.

## Карьера
В раннем возрасте воспитанник московского «Динамо» попал в систему немецкого «Майнц 05». За его основной состав Ильин не играл, ограничиваясь матчами за его любительскую команду. В сезоне 2001/2002 россиянин провел один поединок за греческую «Ханью». После возвращения на родину футболист некоторое время играл в клубе ПФЛ «Псков-2000». После ухода из него Ильин переехал в Казахстан. В составе «Жетысу» он выходил на поле в двух матчах местной Премьер-Лиги. Завершал свою карьеру в российских любительских коллективах.